# Strategic Studies Group
Pour les articles homonymes, voir SSG.
Strategic Studies Group (SSG) est une société de développement et d'édition de jeux vidéo australien fondé en 1983. Le studio est spécialisé dans les jeux de stratégie, notamment les jeux de guerre.

## Historique

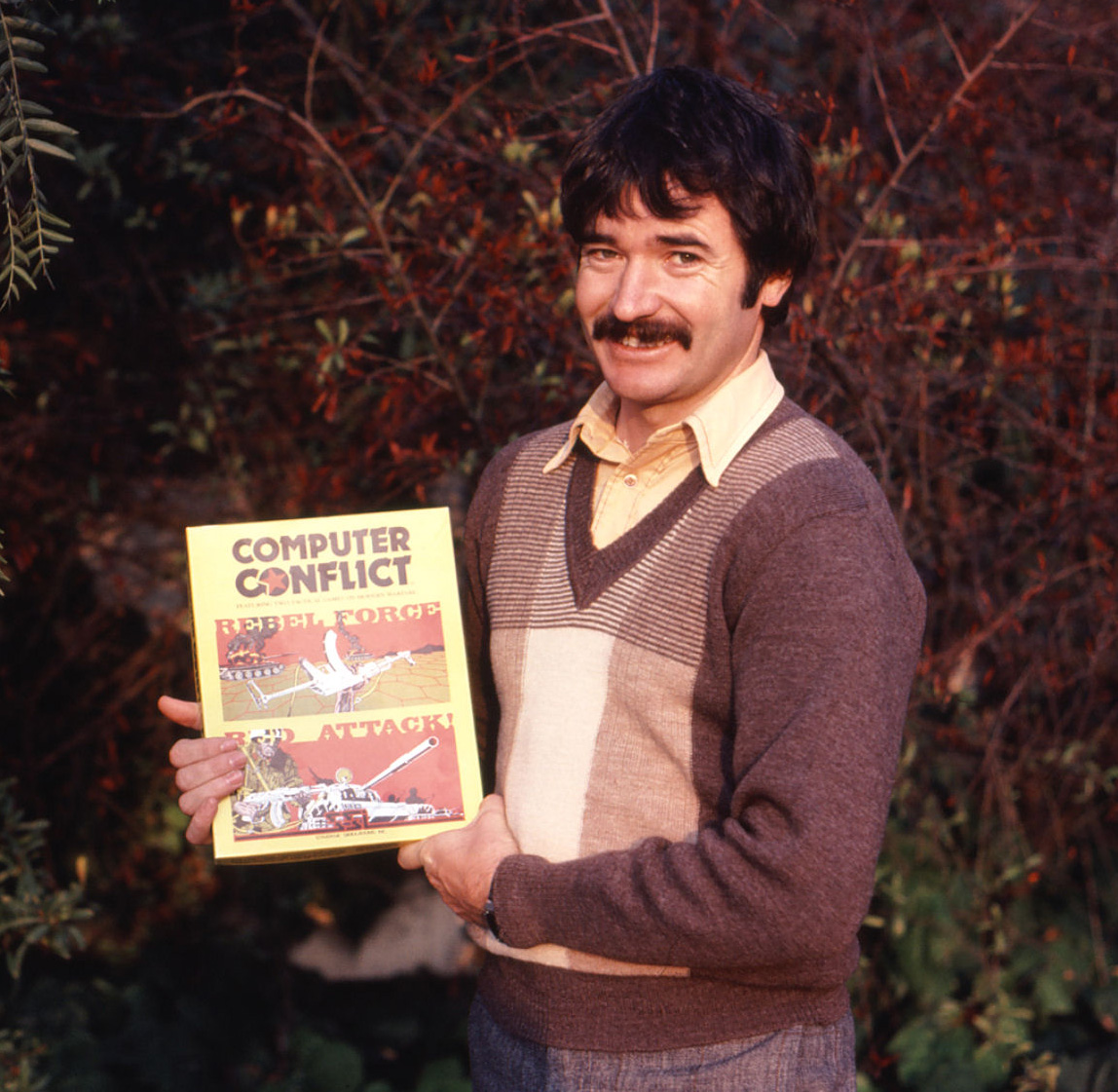
Roger Keating, co-créateur de Strategic Studies Group

Après avoir développé et publié son premier wargame sur ordinateur en 1979, Roger Keating, professeur de math à l’école Cranbrook de Sydney, décide de quitter son poste pour créer sa propre société de développement, Keating Computer Services. En 1980, après avoir découvert le jeu Computer Bismarck, il contacte le président de Strategic Simulations, l’éditeur du jeu, pour lui proposer de publier un wargame qu’il développe à l’époque. Celui-ci accepte et dans les années qui suivent, Strategic Simulations publie sept jeux développés par Keating : Computer Conflict (1980), Operation Apocalypse et Southern Command (1981), Germany 1985 (1982), RDF 1985 (1983), Baltic 1985 (1984) et Norway 1985 (1985),. En 1982, il entre en contact avec Ian Trout, propriétaire d’une librairie spécialisé en histoire militaire à Sydney connu pour sa collection de jeux de plateau et de rôle. Ensemble, ils fondent fin 1982 leur propre société de développement et d’édition de jeux vidéo, Strategic Studies Group, qui est officiellement enregistrée en juillet 1983. Roger Keating en devient le programmeur et vice-président senior et, fort de quinze ans d’expérience dans le secteur des jeux, Ian Trout prend la place de concepteur, de président et de directeur général. Le premier jeu qu'ils développent, Reach for the Stars, est initialement conçu comme une adaptation en jeu vidéo du jeu de société Stellar Conquest mais les négociations avec son éditeur tournent court et ils décident finalement d’en faire leur propre jeu. Celui-ci est publié en 1983 et est rétrospectivement considéré comme le premier jeu d’un nouveau genre, le jeu 4X. Dans un premier temps, Roger Keating est chargé de la réalisation graphique des jeux du studio, développés sur Apple II, en plus de leur programmation. L’Apple II souffre cependant de limitations dans ce domaine, 16 kB de ses 64 kB de mémoire vive étant caché, mais Keating passe outre cette limitation en programmant le jeu en langage machine, ce qui lui permet de libérer de la mémoire et de rendre le jeu plus rapide. Cela lui facilite également le travail lorsqu’ils décident de porter le jeu sur Commodore 64. Reach for the Stars est un important succès commercial pour SSG avec environ 60 000 copies vendues, le jeu capitalisant sur le changement d’orientation du marché du jeu vidéo, des consoles vers les ordinateurs personnels, de l’époque. Le studio ayant développé et publié le jeu, celui-ci se révèle très profitable et pose de solides bases pour le développement de leurs titres suivants.
Pour le deuxième titre du studio, le wargame Carriers at War 1941-1945: Fleet Carrier Operations in the Pacific, Roger Keating utilise les mêmes techniques de programmation que pour Reach for the Star. Celui-ci ne bénéficie donc pas d’amélioration graphique par rapport à son prédécesseur. Il est publié en 1984 sur Apple II et Commodore 64 et connait un succès commercial encore plus important que Reach for the Star. Cela permet à la société de se développer en recrutant John Gleason, un expert en marketing américain, et le concepteur Eric Baker. En 1985, SSG publie Europe Ablaze qui est le dernier jeu de la société pour lequel Roger Keating est chargé des graphismes. Le jeu marque également un tournant dans le secteur du jeu vidéo sur ordinateur qui se focalise à partir de cette époque sur les jeux destinés aux IBM PC plutôt qu’à l’Apple II. La même année, Carriers at War remporte le prix du meilleur jeu d’aventure sur ordinateur lors de la onzième convention annuelle d’Origins qui a lieu à Baltimore en juillet. En 1986, Gregor Whiley rejoint la société en tant que producteur après avoir convaincu Roger et Ian qu’ils ont besoin d’aide dans ce domaine. À son arrivée, il rachète des parts de la société le mettant au même niveau que Roger et Ian. Son premier jeu, Battlefront, utilise les mêmes techniques et est développé pour les mêmes plateformes que les trois premiers jeux du studio. À la même époque, SSG recrute Nick Stathopoulos au poste de directeur artistique. Pour pallier le retard pris par SSG dans le développement de The Road to Appotmattox, un jeu de grande stratégie simulant l’ensemble de la guerre de Sécession, le développement de Battlefront est précipiter et le jeu est terminé en seulement quatorze semaines. The Road to Appotmattox est finalement annulé et Battlefront est publié en 1986 sur Apple II et Commodore 64. Huit versions du jeu seront au total développées par SSG, dont des portages sur IBM PC et Macintosh. Ces nouvelles versions bénéficient de graphismes améliorés qui montre la transition opéré à l’époque par le studio des graphismes pixelisés créés par Roger Keating à des graphismes plus sophistiqués tirant partie des seize couleurs disponibles sur les ordinateurs plus récents.   

## Ludographie
| Année  | Titre                                                                  | Genre                      | Description | Plate-forme                    |
| ------ | ---------------------------------------------------------------------- | -------------------------- | --- | ------------------------------ |
| 1983   | Reach for the Stars: The Conquest of the Galaxy                        | Jeu 4X                     | Premier jeu 4X de science-fiction                                                                                      | Apple II, C64                  |
| 1984   | Carriers at War 1941-1945: Fleet Carrier Operations in the Pacific     | Wargame                    | Simule des batailles navales de la Seconde Guerre mondiale                                                             | Apple II, C64                  |
| 1985   | Europe Ablaze                                                          | Wargame                    | Simule la bataille d’Angleterre et les bombardements contre l’Allemagne pendant ma Seconde Guerre mondiale             | Apple II, C64                  |
| Annulé | The Road to Appotmattox                                                | Jeu de grande stratégie    | Simule la guerre de Sécession                                                                                          | Apple II, C64                  |
| 1986   | Battlefront                                                            | Wargame                    | Simule des batailles de la Seconde Guerre mondiale                                                                     | Apple II, C64                  |
| 1987   | Battles in Normandy                                                    | Wargame                    | Simule la bataille de Normandie de la Seconde Guerre mondiale                                                          | Apple II, C64                  |
| 1987   | Russia: The Great War in the East 1941-1945                            | Wargame                    | Simule des affrontements sur le front de l’Est pendant la Seconde Guerre mondiale                                      | Apple II, C64                  |
| 1988   | Decisive Battles of the American Civil War: Volume I                   | Wargame                    | Simule des batailles de la guerre de Sécession                                                                         | Apple II, C64, IBM PC, Mac     |
| 1988   | Decisive Battles of the American Civil War: Volume II                  | Wargame                    | Simule des batailles de la guerre de Sécession                                                                         | Apple II, C64, IBM PC, Mac     |
| 1988   | Halls of Montezuma                                                     | Wargame                    | Simule des batailles menées par l'United States Marine Corps                                                           | Apple II, C64, IBM PC, Amiga   |
| 1988   | Rommel: Battles for North Africa                                       | Wargame                    | Simule la campagne d'Afrique du Nord de la Seconde Guerre mondiale                                                     | Apple II, C64, IBM PC          |
| 1988   | MacArthur's War: Battles for Korea                                     | Wargame                    | Simule des batailles de la guerre de Corée                                                                             | Apple II, C64                  |
| 1989   | Decisive Battles of the American Civil War: Volume III                 | Wargame                    | Simule des batailles de la guerre de Sécession                                                                         | Apple II, C64, IBM PC          |
| 1989   | Panzer Battles                                                         | Wargame                    | Simule des affrontements sur le front de l’Est pendant la Seconde Guerre mondiale                                      | Apple II, C64, IBM PC, Mac     |
| 1989   | Gold of the Americas                                                   | Wargame                    | Jeu de stratégie sur le thème des Grandes découvertes dans le nouveau monde                                            | Amiga, IBM PC, Atari ST        |
| 1989   | Fire King                                                              | Jeu vidéo de rôle          | Un jeu de rôle et d'action dans un univers médiéval-fantastique                                                        | C64, IBM PC                    |
| 1989   | Warlords                                                               | Stratégie au tour par tour | Un jeu de stratégie au tour par tour médiéval-fantastique                                                              | Amiga, IBM PC, Macintosh       |
| 1992   | Carriers at War                                                        | Wargame                    | Remake de Carriers at War 1941-1945: Fleet Carrier Operations in the Pacific                                           | DOS                            |
| 1993   | Carriers At War: Construction Kit                                      | Wargame                    | Un éditeur de scénarios pour Carriers at War                                                                           | DOS                            |
| 1993   | Warlords II                                                            | Stratégie au tour par tour | Suite de Warlords | DOS, Macintosh, Windows Mobile |
| 1994   | Carriers at War II                                                     | Wargame                    | Suite de Carriers at War                                                                                               | DOS, Macintosh                 |
| 1994   | Warlords II Scenario Builder                                           | Stratégie au tour par tour | Un éditeur de scénarios pour Warlords II                                                                               | DOS                            |
| 1995   | Warlords II Deluxe                                                     | Stratégie au tour par tour | Version améliorée de Warlords II incluant notamment un éditeur de scénario                                             | DOS, Macintosh                 |
| 1996   | The Complete Carriers at War: Fleet Carrier Operations in World War II | Wargame                    | Une compilation regroupant Carriers at War, Carriers at War II et Carriers At War: Construction Kit                    | DOS                            |
| 1997   | Ardennes Offensive                                                     | Wargame                    | Simule la bataille des Ardennes de la Seconde Guerre mondiale.                                                         | Windows                        |
| 1997   | Warlords III: Reign of Heroes                                          | Stratégie au tour par tour | Suite de Warlords et Warlords II                                                                                       | Windows                        |
| 1998   | Warlords III: Darklords Rising                                         | Stratégie au tour par tour | Version améliorée de Warlords III: Reign of Heroes incluant notamment de nouvelles campagnes et un éditeur de scénario | Windows                        |
| 2000   | Reach for the Stars                                                    | Jeu 4X                     | Remake de Reach for the Stars: The Conquest of the Galaxy                                                              | Windows                        |
| 2000   | Warlords: Battlecry                                                    | Stratégie en temps réel    | Un jeu de stratégie en temps réel basé sur l'univers de Warlords                                                       | Windows                        |
| Annulé | Dungeon                                                                |                            | Un jeu médiéval-fantastique en 3D                                                                                      | Windows                        |
| 2002   | Warlords: Battlecry II                                                 | Stratégie en temps réel    | Suite de Warlords: Battlecry                                                                                           | Windows                        |
| 2003   | Korsun Pocket                                                          | Wargame                    | Simule la bataille de Korsoun de la Seconde Guerre mondiale.                                                           | Windows                        |
| 2003   | Across the Dnepr                                                       | Wargame                    | Une extension de Korsun Pocket qui simule l'opération Barbarossa.                                                      | Windows                        |
| 2004   | Decisive Battles of World War II: Battles in Normandy                  | Wargame                    | Simule la bataille de Normandie de la Seconde Guerre mondiale.                                                         | Windows                        |
| 2005   | Decisive Battles of World War II: Battles in Italy                     | Wargame                    | | Windows                        |
| 2008   | Kharkov: Disaster on the Donets                                        | Wargame                    | Simule une bataille sur le front de l’Est pendant la Seconde Guerre mondiale                                           | Windows                        |